# Andrzej Seweryn
Andrzej Teodor Seweryn (Heilbronn, 25 de Abril de 1946) é um ator e diretor polonês nascido na Alemanha.
Seus pais Zdzislaw e Zofia foram detidos e obrigados a realizar trabalho trabalho escravo na Alemanha durante a II Guerra Mundial. Após o nascimento de Andrzej, eles voltaram à Polônia.
Formou-se na Academia de Arte Dramática, em Varsóvia, e trabalhou no teatro Ateneum onde ele continuou a atuar até 1980.
A, a maioria de produções polonesas, francesas e alemãs. Ele é mais conhecido nos Estados Unidos por interpretar Julian Scherner, no filme A Lista de Schindler. Seweryn foi escolhido para o papel por sua impressionante semelhança física com o próprio Julian Scherner, baseado em provas fotográficas a partir da Segunda Guerra Mundial. Também retratou o líder revolucionário francês Maximilien Robespierre no cinema e na minissérie La Révolution française (1989).